# Artsni
Artsni (in armeno Արծնի?) è un comune di 371 abitanti (2001) della Provincia di Lori in Armenia.